# Stacy Davis
Stacy Davis (Laveen, Arizona, 11 de octubre de 1994) es un baloncestista estadounidense que pertenece a la plantilla del Wilki Morskie Szczecin de la PLK, la primera división del baloncesto polaco. Con 1,98 metros de estatura, juega en la posición de ala-pívot.

## Trayectoria deportiva
Jugó cuatro temporadas con los Pepperdine Waves de la Universidad Pepperdine, situada en Malibu (California). Tras no ser elegido en el Draft de la NBA de 2016, en el mes de agosto firmó su primer contrato profesional con el SK Cherkasy Monkeys de la Superliga de Baloncesto de Ucrania.
En la temporada 2017-18 se marcha a Francia para jugar en el STB Le Havre de la PRO B francesa. También jugaría en Filipinas en las filas del Talk N Text Tropang Texters.
Regresaría a Europa en la temporada 2018-19 para jugar en las filas del BC Prievidza de la Slovenská Basketbalová Liga. También jugaría en México con los Soles de Mexicali.
En la temporada 2019-19, firma por el BC Nokia de la Korisliiga, con el que disputa 37 partidos en los que promedia 18,11 puntos.
El 16 de junio de 2020, firma por el Alba Fehérvár de la Nemzeti Bajnokság I/A.
El 7 de agosto de 2021, se une a las filas del Wilki Morskie Szczecin de la Polska Liga Koszykówki polaca.